# Héctor Cincunegui
Héctor Carlos Cincunegui de Los Santos (Montevideo, 28 de julio de 1940 - Montevideo, 13 de octubre de 2016) fue un futbolista uruguayo, jugaba de defensa.

## Trayectoria
Inició su carrera en 1958 en el club Danubio, donde fue campeón de Segunda División en 1960.
En 1965 es contratado por Nacional, donde logró el título de Primera División en 1966. Además fue subcampeón de la Copa Libertadores en 1967 tras caer en partido de definición 1:2 ante Racing de Argentina en el Estadio Nacional de Santiago de Chile.
En 1968 es trasferido al Atlético Mineiro de Brasil, allí consiguió el título estadual del Campeonato Mineiro en 1970 tras igualar 1:1 en la última fecha del campeonato ante el Cruzeiro. El título de Primera División en 1971 al derrotar 1:0 a Botafogo en el Estadio Maracaná de Río de Janeiro, además de la Copa Belo Horizonte en los años 1970, 1971 y 1972.
En 1974 pasó al Clube Náutico Capibaribe de Recife y en 1975 retornó a Danubio donde finalizó su carrera.

## Selección nacional
Ha sido internacional con la selección de fútbol de Uruguay, jugando 18 partidos entre 1963 y 1967, participando en la Copa Mundial de Fútbol de 1966 cayendo en cuartos de final 0:4 ante Alemania Federal y la Copa América de 1967 donde se consagró campeón.

### Participaciones en Copas del Mundo
| Mundial                        | Sede       | Resultado        |
| ------------------------------ | ---------- | ---------------- |
| Copa Mundial de Fútbol de 1966 | Inglaterra | cuartos de final |

### Participaciones en Copa América
| Copa                         | Sede    | Resultado |
| ---------------------------- | ------- | --------- |
| Campeonato Sudamericano 1967 | Uruguay | Campeón   |

## Estadísticas

### Clubes
| Club             | País    | Año         |
| ---------------- | ------- | ----------- |
| Danubio          | Uruguay | 1958 - 1964 |
| Nacional         | Uruguay | 1965 - 1968 |
| Atlético Mineiro | Brasil  | 1968 - 1973 |
| Sport Recife     | Brasil  | 1974        |
| Danubio          | Uruguay | 1975        |

## Palmarés

### Títulos nacionales
| Título              | Club             | País    | Año  |
| ------------------- | ---------------- | ------- | ---- |
| Segunda División    | Danubio          | Uruguay | 1960 |
| Primera División    | Nacional         | Uruguay | 1966 |
| Taça Belo Horizonte | Atlético Mineiro | Brasil  | 1970 |
| Campeonato Mineiro  | Atlético Mineiro | Brasil  | 1970 |
| Taça Belo Horizonte | Atlético Mineiro | Brasil  | 1971 |
| Primera División    | Atlético Mineiro | Brasil  | 1971 |
| Taça Belo Horizonte | Atlético Mineiro | Brasil  | 1972 |